# دوره لپتون
در کیهان‌شناسی فیزیکی، دوره لپتون بازه‌ای زمانی در تکامل جهان اولیه است که جرم جهان بیشتر از لپتون‌ها تشکیل شده‌بود. این دوره تقریباً ۱ ثانیه پس از مهبانگ و در پایان دوره هادرون آغاز شد که اکثر هادرون‌ها و ضدهادرون‌ها همدیگر را نابود کرده‌بودند. در طول دوره لپتون، دمای جهان آنقدر بالابود که اجازه تشکیل جفتهای لپتون-ضدلپتون را بدهد و لپتونها و ضد لپتونها در تعادل گرمایی بودند. تقریباً ۱۰ ثانیه پس از مهبانگ، دمای جهان تا حدی فروکش کرد که دیگر جفت‌های لپتون-ضدلپتون تشکیل نمی‌شدند. بیشتر لپتونها و ضدلپتونها در طی فرایندهای نابودسازی از بین‌رفتند و جرم جهان در حالیکه وارد دوره بعدی(دوره فوتون) می‌شد از فوتون تشکیل شده بود.